# Blue Scout Junior
Blue Scout Junior – amerykańska czterostopniowa rakieta nośna. Pierwszy praktycznie użyty wariant rakiety Blue Scout. Służyła głównie US Air Force do wynoszenia małych ładunków w lotach balistycznych i suborbitalnych.
XRM-91 Blue Scout Junior, nazywany czasem Journeyman B (podróżnik) należał do rodziny rakiet Blue Scout, oznaczonych przez lotnictwo USA jako System 609A. XRM-91 zewnętrznie nie przypominał innych wariantów rakiety Blue Scout, ponieważ nie używał jej pierwszego członu Algol. Pierwsze dwa człony wersji Junior używały 2. i 3. stopnia rakiety Blue Scout, Castor i Antares. XRM-91 nie posiadał także żyroskopów i systemu kierowania. Stabilność trajektorii lotu zapewniały stateczniki i małe silniczki nadające ruch obrotowy.
Blue Scout Junior miał siłę wystarczającą do umieszczenia satelity na niskiej orbicie okołoziemskiej, jednak nigdy nie wykorzystano go w tym celu.
Blue Scout Junior był najbardziej użytecznym dla US Air Force wariantem rakiety Blue Scout. Jej modyfikacje, oznaczone jako SLV-1B i SLV-1C, były używane do 1970. NASA używała trójstopniowej wersji Blue Scout Junior (bez członu Cetus), pod nazwą RAM B.

## Chronologia

### Blue Scout Junior
1. 21 września 1960, 13:01:53 GMT; s/n: D-1; miejsce startu: Przylądek Canaveral (LC18A), USA
Ładunek: HETS; Uwagi: start udany – statek osiągnął wysokość 26 700 km. Ponownie do atmosfery wszedł 21 września 1960. Z powodu usterki technicznej nie odebrano żadnych danych.
2. 8 listopada 1960, 13:18 GMT; s/n: D-2; miejsce startu: Przylądek Canaveral (LC18A), USA
Ładunek: HETS; Uwagi: start nieudany - awaria 2. członu rakiety nośnej
3. 17 sierpnia 1961, ? GMT; s/n: O-1; miejsce startu: Przylądek Canaveral (LC18A), USA
Ładunek: HETS; Uwagi: start udany - statek osiągnął wysokość 225 000 km. Ponownie do atmosfery wszedł 17 sierpnia 1961. Ponownie, z powodu usterki technicznej, nie odebrano żadnych danych
4. 4 grudnia 1961, 04:00:16 GMT; s/n: O-2; miejsce startu: Point Arguello (LC A), USA
Ładunek: HETS; Uwagi: start udany – statek osiągnął wysokość 44 400 km
5. 13 marca 1964, ? GMT; s/n: 22/AD-623; miejsce startu: Przylądek Canaveral (LC18A), USA
Ładunek: OAR 22-2 (AFCRL-9); Uwagi: start udany – statek osiągnął wysokość ok. 1 000 km
6. 21 grudnia 1964, ? GMT; s/n: 21-3; miejsce startu: Point Arguello (LC A), USA
Ładunek: silnik jonowy; Uwagi: start nieudany – awaria 3. członu rakiety
7. 28 stycznia 1965, ? GMT; s/n: 22-3; miejsce startu: Przylądek Canaveral (LC18A), USA
Ładunek: OAR 22-3 (AFCRL-309); Uwagi: start nieudany
8. 30 marca 1965, ? GMT; s/n: 22-4; miejsce startu: Przylądek Canaveral (LC18A), USA
Ładunek: OAR 22-4 (AFCRL-35); Uwagi: start udany – ładunek osiągnął wysokość ok. 12 067 km
9. 9 kwietnia 1965, ? GMT; s/n: 22-9; miejsce startu: Przylądek Canaveral (LC18A), USA
Ładunek: OAR 22-9 (AFWL-14); Uwagi: start udany – ładunek osiągnął wysokość ok. 25 422 km
10. 12 maja 1965, ? GMT; s/n: 22-8; miejsce startu: Przylądek Canaveral (LC18A), USA
Ładunek: OAR 22-8 (AFCRL-335); Uwagi: start udany – ładunek osiągnął wysokość ok. 13 586 km
11. 9 czerwca 1965, ? GMT; s/n: 22-5; miejsce startu: Przylądek Canaveral (LC18A), USA
Ładunek: OAR 22-5 (AFWL-304); Uwagi: start udany – ładunek osiągnął wysokość ok. 17 533 km

### SLV-1B
1. 19 grudnia 1962, 18:20 GMT; s/n: 21-1; miejsce startu: Point Arguello (LC A), USA
Ładunek: silnik jonowy; Uwagi: start udany – statek osiągnął wysokość ok. 2 000 km
2. 29 sierpnia 1964, 09:36 GMT; s/n: 21-2; miejsce startu: Point Arguello (LC A), USA
Ładunek: silnik jonowy; Uwagi: start udany – statek osiągnął wysokość ok. 2 000 km

### SLV-1C
1. 31 maja 1962, 17:08 GMT; s/n: 102; miejsce startu: Point Arguello (LC A), USA
Ładunek: ERCS; Uwagi: start udany – statek osiągnął wysokość ok. 1 000 km
2. 21 lipca 1962, 17:29 GMT; s/n: 101; miejsce startu: Point Arguello (LC A), USA
Ładunek: ERCS; Uwagi: start udany – statek osiągnął wysokość ok. 1 000 km
3. 21 listopada 1962, 18:20 GMT; s/n: 201; miejsce startu: Point Arguello (LC A), USA
Ładunek: ERCS; Uwagi: start udany – statek osiągnął wysokość ok. 1 000 km
4. 2 lutego 1963, 06:56 GMT; s/n: 202; miejsce startu: Point Arguello (LC A), USA
Ładunek: ERCS; Uwagi: start udany – statek osiągnął wysokość ok. 1 000 km
5. 14 marca 1963, 01:01 GMT; s/n: 203; miejsce startu: Point Arguello (LC A), USA
Ładunek: ERCS; Uwagi: start udany – statek osiągnął wysokość ok. 1 000 km
6. 17 maja 1963, 23:00 GMT; s/n: 301; miejsce startu: Point Arguello (LC A), USA
Ładunek: ERCS; Uwagi: start udany – statek osiągnął wysokość ok. 1 000 km
7. 25 listopada 1970, 03:17 GMT; s/n: NB22.208; miejsce startu: Wallops Flight Facility (LC A), USA
Ładunek: NRL NB22.208; Uwagi: start udany – statek osiągnął wysokość ok. 1 480 km